# Exposition internationale des arts décoratifs et industriels modernes
Die Exposition internationale des arts décoratifs et industriels modernes (deutsch Internationale Ausstellung für moderne dekorative Kunst und Kunstgewerbe), eine Weltausstellung des Kunstgewerbes und des Industriedesigns, fand in Paris vom 28. April bis 8. November 1925 statt (Ursprünglich war die Ausstellung bis zum 25. Oktober geplant, wurde aber aufgrund der über 16 Millionen Besucher bis Ende Oktober um zwei weitere Wochen verlängert). Nach ihr ist der Stil Art déco benannt. Auf ihr manifestierte sich auch die internationale Avantgarde. Vorgestellte Neuheiten waren u. a. Sperrholzmöbel und die Wohnmaschine von Le Corbusier.

## Geschichte
Erste Pläne für eine derartige Ausstellung fixierten den Ausstellungstermin auf 1914, aber es kam zu mehrfachen Verschiebungen, nicht zuletzt aufgrund des Ersten Weltkriegs. Das 23,1 Hektar große Ausstellungsgelände dieser in Bezug auf die Besucherzahl sehr erfolgreichen „kleinen Weltausstellung“ war der Raum zwischen der Esplanade des Invalides und dem Umfeld des Grand Palais und Petit Palais.
Etwa 15.000 Aussteller aus 18 Ländern beteiligten sich, mehr als 16 Millionen zahlende Besucher wurden gezählt. Es gab Pavillons der französischen Regionen, aber auch solche ausländischer Staaten. Deutschland war zur Teilnahme nicht eingeladen, die USA nahmen von sich aus nicht teil. Dauerhafte architektonische Relikte hinterließ die Art-déco-Ausstellung nicht. Die Ausstellung schloss mit einem Nettogewinn der Veranstalter von etwa 14,7 Millionen Francs.

## Architektur
Geprägt war die Ausstellung von dem gemäßigt ornamentalen, neoklassizistisch und rationalistisch orientierten Stil, der ihren Namen trägt. Viel beachtete Beispiele waren die Pavillons der großen Warenhäuser Printemps und Galeries Lafayette und der Pavillon du Collectionneur (Haus des Sammlers), ein Werk des Architekten Pierre Patout mit einer Innenraumgestaltung von Jacques-Émile Ruhlmann. Auch der Tourismus-Pavillon von Robert Mallet-Stevens und das Innere des temporären Theaterbaus (Architekt Auguste Perret) wurden von der zeitgenössischen Kritik gelobt.
Als Ausnahmen vom dominierenden Art-déco-Stil fielen der sowjetische Pavillon, gestaltet von Konstantin Melnikow, und der Pavillon der Zeitschrift L’Esprit Nouveau von Le Corbusier gemeinsam mit seinem Cousin Pierre Jeanneret auf, der zum Skandalerfolg wurde. Standardisierte Einrichtungsgegenstände, strenger Verzicht auf jegliches Dekor, aber Kunstwerke von Fernand Léger, Amédée Ozenfant, Juan Gris, Pablo Picasso und Le Corbusier kennzeichneten diesen Pavillon, um den es öffentlichkeitswirksame Konflikte mit der Ausstellungsleitung gab (unter anderem plante diese zeitweilig, das „unpassende“ Haus mit einer hohen Mauer zu umgeben). Hier präsentierte Le Corbusier auch seine städtebauliche Vision eines Umbaus von Paris zur autogerechten Hochhausstadt: den Plan Voisin.

## Namensgebung für den Art déco
Der Titel der Ausstellung Exposition internationale des Arts Décoratifs et industriels modernes wurde später, nach einer Neuauflage der Ausstellung als Retrospektive unter dem Titel Les Années 25 für den dort vorherrschend gezeigten Stil übernommen: „Art déco“. Bis zu diesem Zeitpunkt waren Bezeichnungen wie „Style Moderne“, französischer Stil und „Style 25“ gebräuchlich. Der Name „Art déco“ tauchte erstmals 1966 als Titel eines Artikels von Hilary Gelson in der Zeitung The Times auf, kurz danach wurde er von Osbert Lancaster im Titel eines Buches verwendet. Durch das Buch Art déco von Bevis Hillier wurde die Bezeichnung im Jahr 1968 im englischen Sprachraum vollständig etabliert und konnte sich etwa gegen „Jazz Age“ und „Modern Style“ durchsetzen.

## Bildergalerie

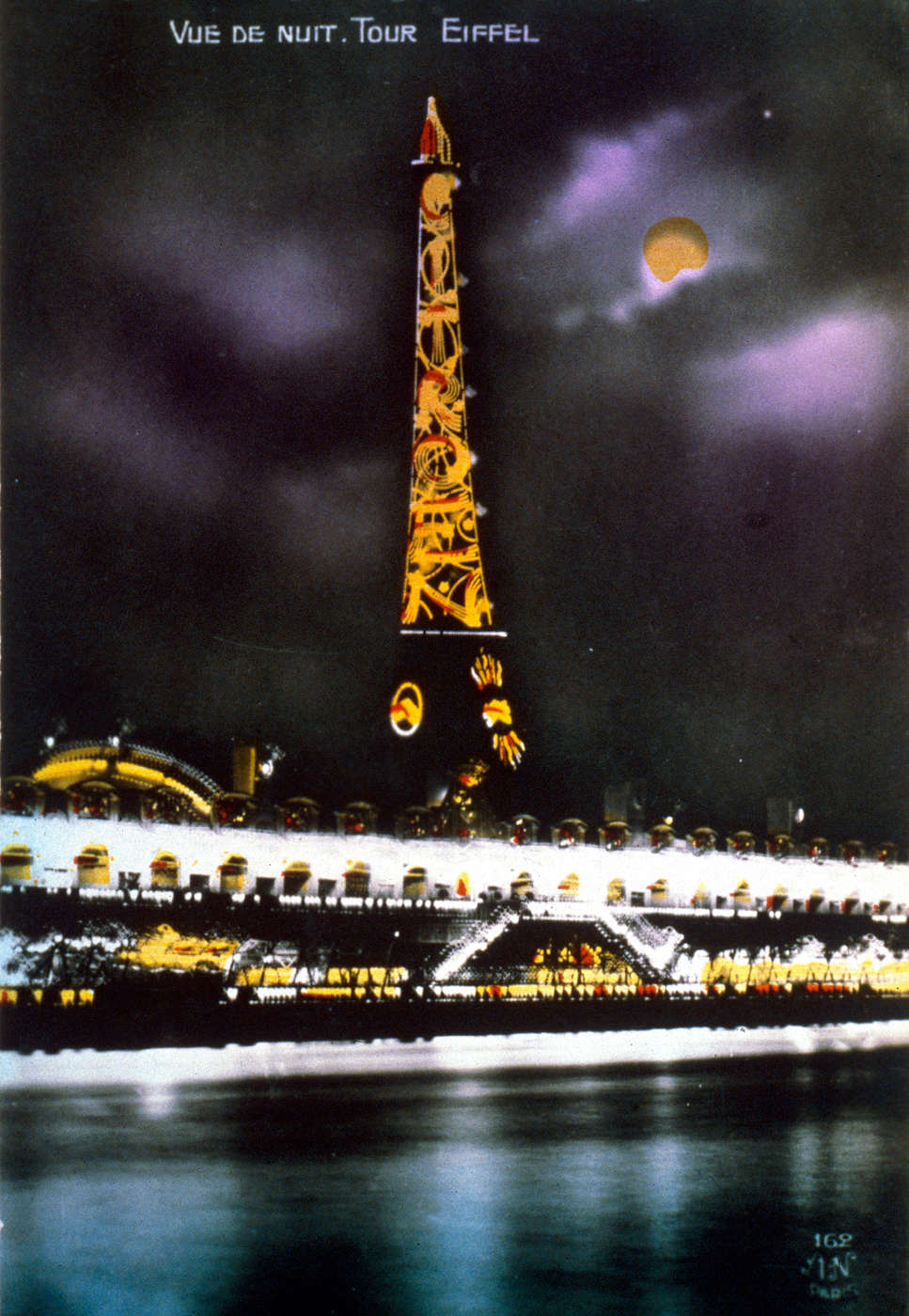
Eiffelturm während der Weltausstellung 1925 mit Leuchtreklame von André Citroën
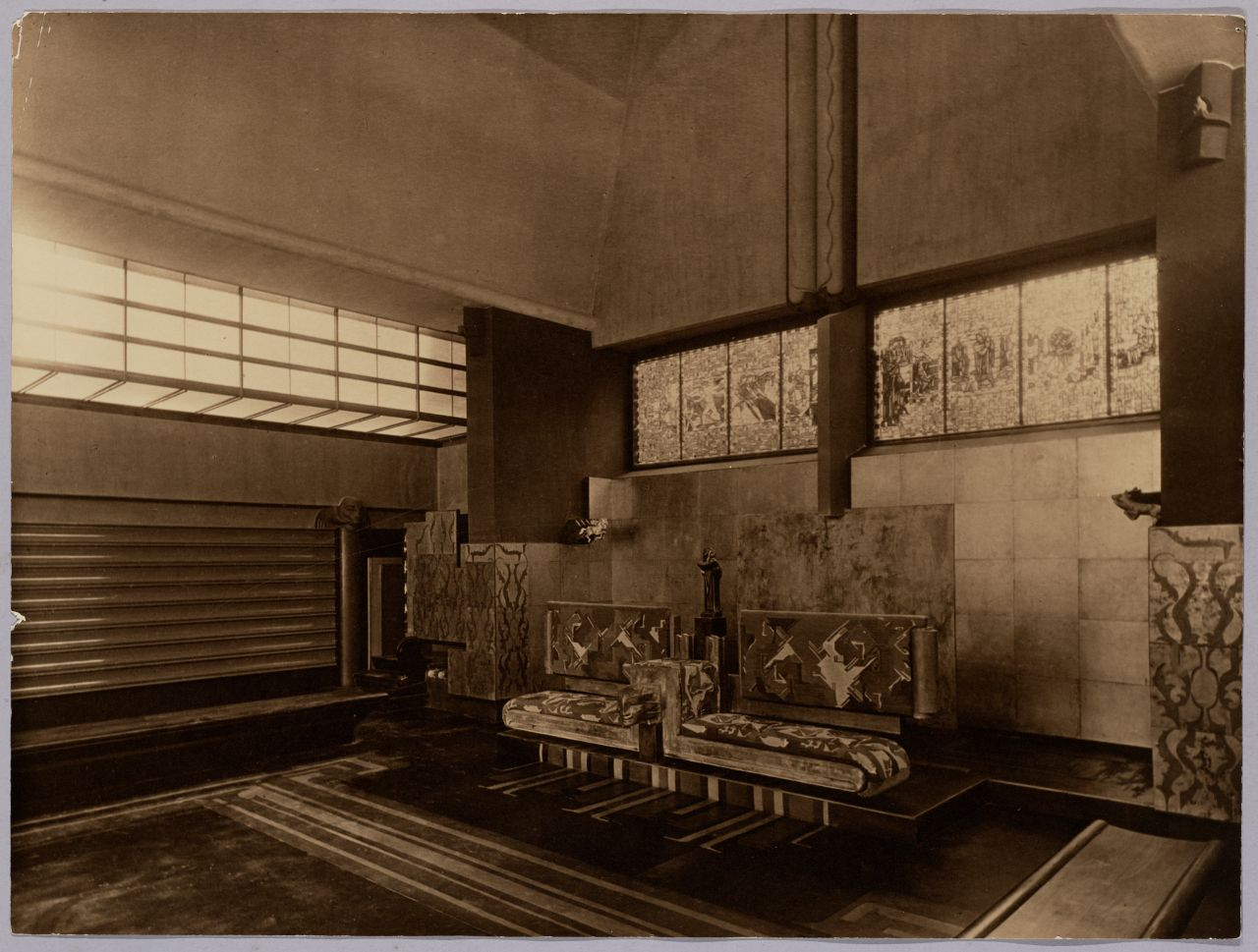
Interieur des niederländischen Pavillons, Designer J.F. Staal
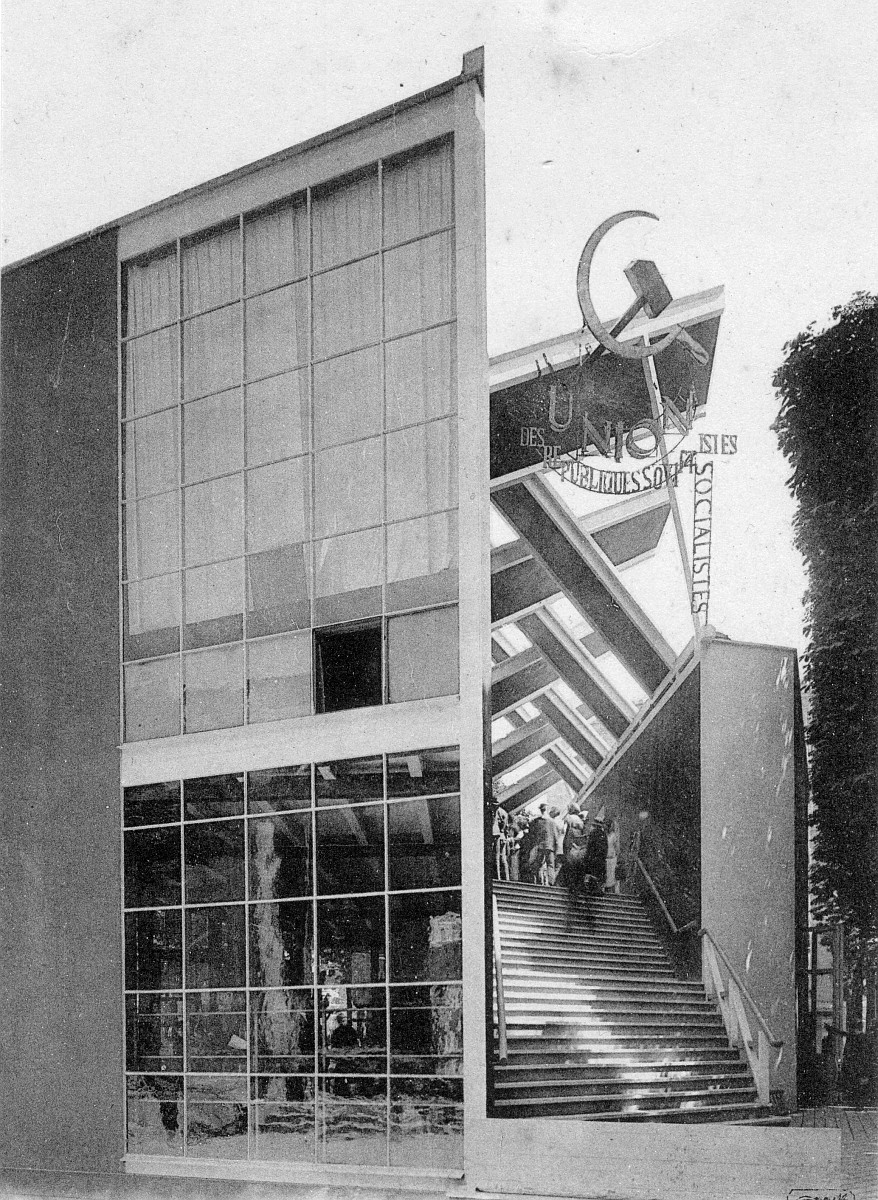
Sowjetischer Pavillon von Konstantin Melnikow
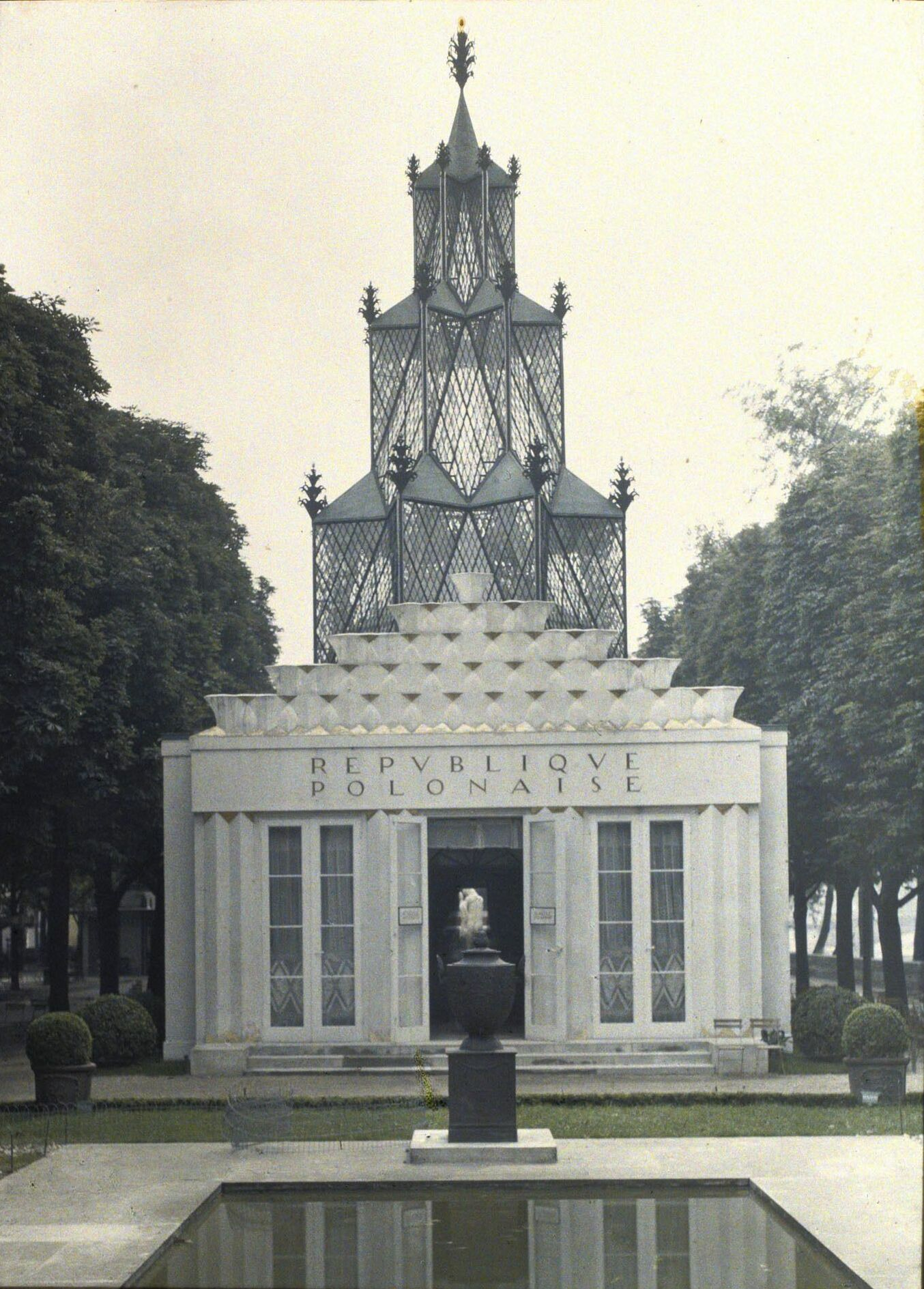
Polnischer Pavillon

## Belege
1. 1 2  Sil oder Mode? In: Norbert Wolf: Art Deco. Prestel Verlag, München 2013; S. 22. ISBN 978-3-7913-4763-9.